# Ignațiu, Mitropolit al Ungrovlahiei
Mitropolitul Ignațiu (n. ? - d. ?) a păstorit peste biserica ortodoxă din Țara Românească între anii 1653 și 1655. A fost precedat și urmat de același mitropolit, Ștefan, care a păstorit de două ori.

## A se vedea și
- Listă de mitropoliți ai Ungrovlahiei
- Ignațiu